# Seo Ji-youn
Seo Ji-youn (koreanisch 서지연; * 20. Mai 1995) ist eine südkoreanische Fußballspielerin.

## Karriere

### Vereine
Sie spielt derzeit beim Gyeongju KHNP WFC.

### Nationalmannschaft
Ihr erstes bekanntes Spiel für die A-Nationalmannschaft hatte sie am 13. April 2021 im Finale der Qualifikation für die Olympischen Sommerspiele 2020, wo sie sechs Minuten vor Ende der Verlängerung eingewechselt wurde. Nach weiteren Freundschaftsspielen im Herbst des Jahres nahm sie mit ihrer Mannschaft an der Asienmeisterschaft 2022 teil und kam hier auf zwei Kurzeinsätze. Beim letzten Gruppenspiel wurde sie zur 82. Minute für Son Hwa-yeon eingewechselt und erzielte dann in der 85. Minute noch das 1:1, womit sie ihrem Team noch einen Punkt sicherte. Dies war gleichzeitig auch ihr erstes Länderspieltor.